# 2-га флотилія підводних човнів Крігсмаріне
2-га флотилія підводних човнів крігсмаріне — підрозділ військово-морського флоту Третього Рейху.

## Історія
Через рік після флотилії «Веддіген» була створена флотилія підводних човнів «Зальцведель», названа на честь відомого підводника Першої світової війни оберлейтенанта-цур-зее Райнгольда Зальцведеля, який здійснив 22 плавання на різних човнах, потопивших під його командуванням 111 кораблів сумарним тоннажем 172 262 брт. На відміну від першої флотилії, «Зальцведель» призначалася для здійснення далеких операцій. До її складу увійшли обидва великі човни типу I, так і перші представники типу VII. Під час громадянської війни в Іспанії човни флотилії «Зальцведель» здійснювали бойові походи в Середземне море з метою підтримки іспанських націоналістів. В одному з цих походів U-34 потопив субмарину іспанських республіканців C-3, що стало першою перемогою підводного флоту Третього Рейху. Надалі флотилія оснащувалася в основному великими підводними човнами дальньої дії типу IX для виконання далеких походів. Згодом, коли 2-га флотилія стала все більше втягуватися в битву за Атлантику, великими човнами оснастили 10-ту і 12-ту флотилії.

## Склад

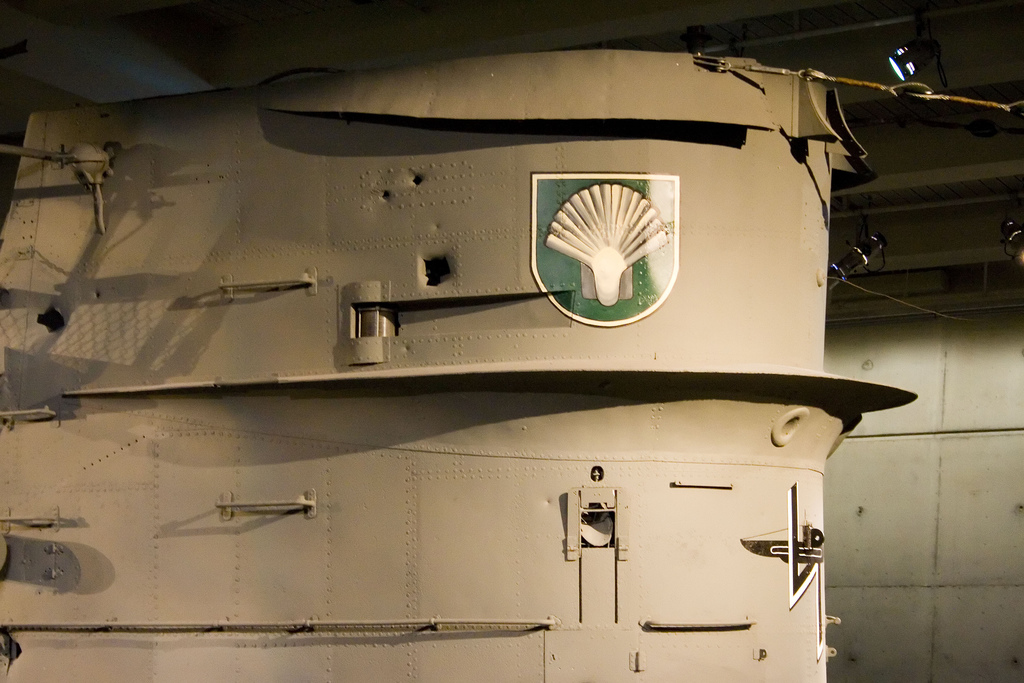
Музейний U-505. Зверху емблема човна, знизу (під хвилевідбійним козирком) — емблема 2-ї флотилії

У різні роки через 2-гу флотилію пройшов 91 підводний човен, у тому числі
| Тип       | Кількість |
| --------- | --------- |
| I-A       | 2         |
| VII-A     | 10        |
| VII-C     | 2         |
| IX (IX-A) | 5         |
| IX-B      | 14        |
| IX-C      | 27        |
| IX-C/40   | 28        |
| X-B       | 2         |
| U-A       | 1         |
| UD-3      | 1         |

## Командири
| Час                          | Командувач флотилією              |
| ---------------------------- | --------------------------------- |
| Вересень 1936 — липень 1937  | Фрегаттен-капітан Вернер Шеер     |
| Жовтень 1937 — вересень 1939 | Корветтен-капітан Ганс Іббекен    |
| Січень 1940 — травень 1940   | Корветтен-капітан Вернер Гартманн |
| Травень 1940 — липень 1941   | Корветтен-капітан Гайнц Фішер     |
| Серпень 1941 — січень 1943   | Корветтен-капітан Віктор Шютце    |
| Січень 1943 — жовтня 1944    | Фрегаттен-капітан Ернст Кальс     |